# Каратаидис, Кириакос
Кириакос Каратидис (греч. Κυριάκος Καραταΐδης, родился 4 июля 1965 в Кастории) — греческий футболист, игравший на позиции защитника.

## Биография
Большую часть своей футбольной карьеры провёл в составе «Олимпиакоса», с которым защитник неоднократно становился чемпионом страны. Всего за команду провёл более 350 матчей. Завершил свою карьеру Каратидис в 2001 году.
На протяжении нескольких лет защитник входил в состав сборной Греции. В 1994 году он попал в окончательную заявку национальной команды на чемпионат мира в США, ставший для «эллинов» первым в истории. На турнире Каратидис провёл один матч: 26 июня он отыграл 90 минут в проигранном поединке против сборной Болгарии (0:4) в Чикаго.

## Достижения
- Чемпион Греции (5): 1996/97, 1997/98, 1998/99, 1999/00, 2000/01.
- Обладатель Кубка Греции (3): 1989/90, 1991/92, 1998/99.
- Финалист Кубка Греции (2): 1992/93, 2000/01.
- Обладатель Суперкубка Греции (1): 1992.